# Chiesa e monastero di Santa Maria degli Angeli e dei Riformati
La chiesa e il monastero di Santa Maria degli Angeli e dei Riformati (Chiesa r' gli muonaci in dialetto aviglianese) è il secondo più antico monastero della città di Avigliano, costruito nel 1615 dai frati francescani dell'Ordine dei riformati.

## Storia

### Storia
Benché fin dal 1290 esistesse ad Avigliano il più antico convento domenicano della Basilicata, l'ordine religioso che ebbe maggior diffusione in regione fu quello dei francescani, soprattutto nel XVI e XVII secolo. I Francescani del tempo si dividevano in conventuali, osservanti, riformati e cappuccini, ma in regione non vi erano conventi dedicati alla vita secondo la Regola dei Riformati. Il primo Capitolo venne tenuto solo nel 1593 sotto la presidenza di frate Antonio da Gravellona, mandato proprio per destinare alcuni conventi allo scopo.
Nel 1615 venne resa possibile la costruzione di un convento riservato ai frati riformati grazie ad una bolla pontificia. Il monastero venne eretto di lì a poco a nord dell'abitato.
Vi sono numerose testimonianze che parlano della vita monastica all'interno del convento di Avigliano durante il XVII e XVIII secolo, fino al 1786 quando venne eretta la chiesa annessa al monastero. Agli inizi del XIX secolo gli ordini religiosi che disponevano di grandi ricchezze vennero soppressi per legge; a seguito di ciò, venne sciolto il convento domenicano di Avigliano, trasformato in real collegio, mentre il convento francescano venne lasciato stare poiché non aveva possedimenti: il 17 agosto 1808 venne infatti redatto un manoscritto recante l'inventario di tutti i beni del monastero, dal quale si evince che la vera ricchezza dei frati era data dalla biblioteca.
Nel 1861 il convento venne occupato dalle truppe del Regno d'Italia, con i frati che ne vengono definitivamente estromessi nel 1866. Monsignor Luigi Filippi intraprese una disputa col Municipio per il possesso di circa 600 volumi della biblioteca, cosa che si risolse grazie all'intervento del Ministero per l'Istruzione Pubblica a seguito del quale il comune si impegnava ad aprirla al pubblico. Ciò però non avvenne, e parte di quei libri sono oggi conservati a Potenza, altri sono invece stati trafugati nel corso degli anni.
Nel XX secolo l'edificio del convento venne destinato a diventare un riformatorio giudiziario. Anche a causa dell'interruzione dei lavori (iniziati nel 1902) dovuti alla prima guerra mondiale, il riformatorio venne inaugurato solamente nel 1935.

## Descrizione

### Il monastero

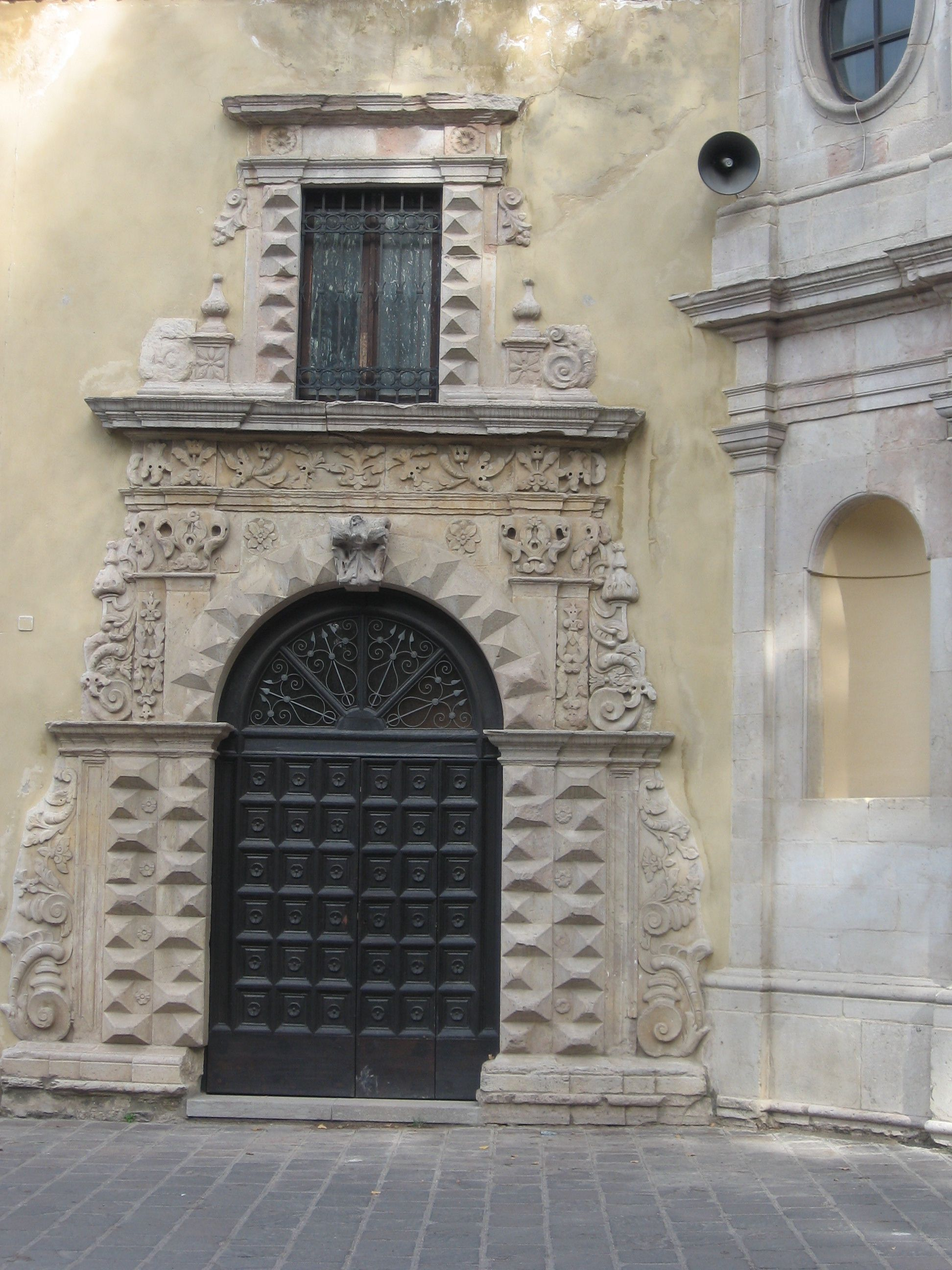
Portale principale del monastero

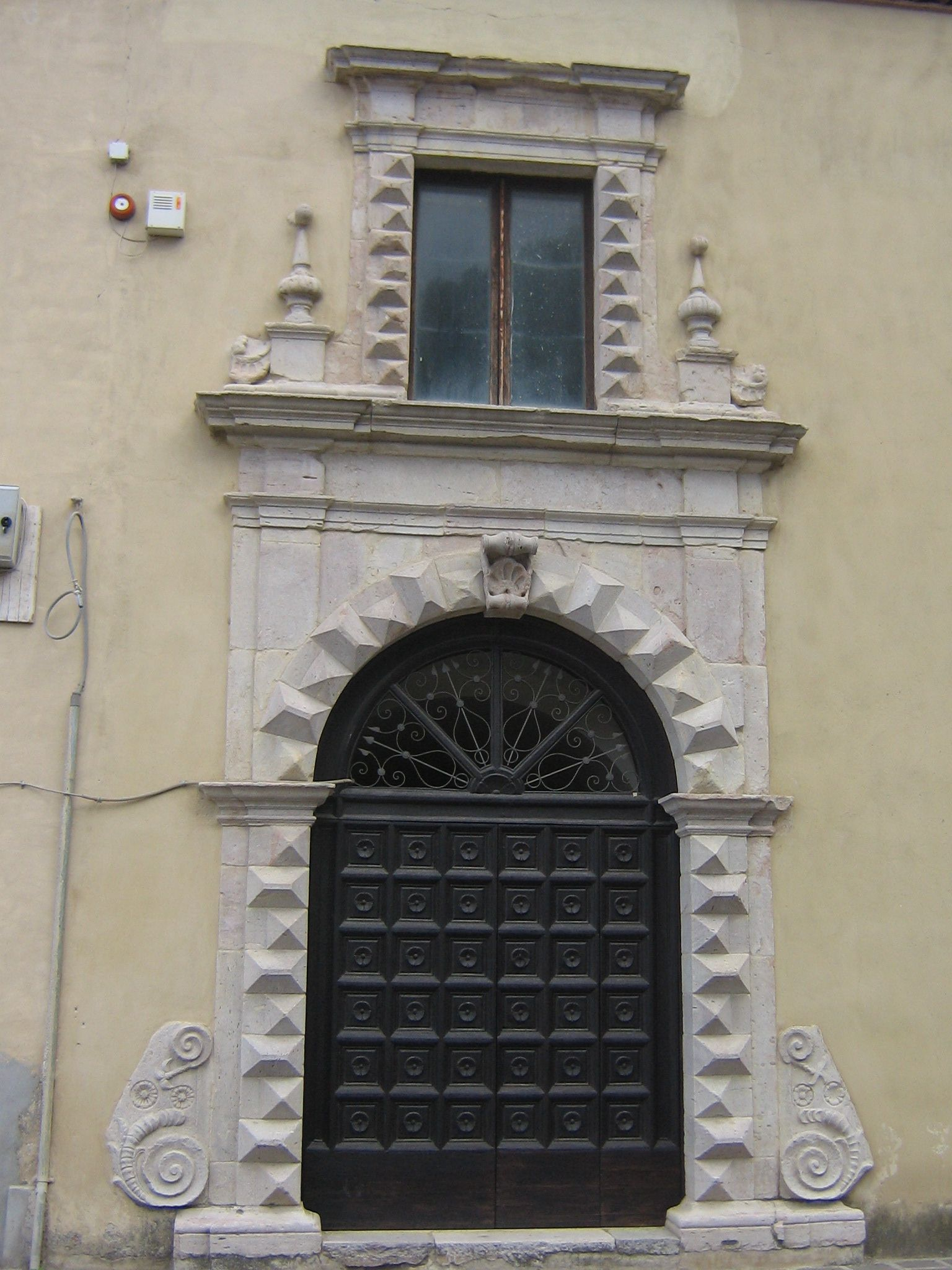
Portale sinistro

Agli inizi del XIX secolo l'edificio monastico si estendeva su di un'ampia area, comprendente un chiostro, una biblioteca, un giardino e circa 25 stanze disposte su due piani. La facciata con elementi in bugnato è lunga oltre 50 metri ed è caratterizzata da due portali. Il portale sinistro, il principale, venne edificato con un arco a tutto sesto; costruito in bugnato insieme alla finestra soprastante, con volute, mensole e lesene, è un esempio di quello che è stato definito barocco salentino.
Il portale destro, meno decorato del sinistro, inizialmente venne edificato sulla sinistra della facciata, all'ingresso del riformatorio giudiziario. Esso venne spostato insieme alla soprastante finestra in occasione della trasformazione del monastero: all'ingresso della navata destra della chiesa.
La biblioteca era la vera ricchezza del monastero, con centinaia di volumi di ogni materia ed un gabinetto di fisica con annessa una collezione di minerali. In essa trovava spazio anche un pianoforte e l'opera di Monsignor Luigi Filippi attirò numerosi studiosi, letterati e poeti.

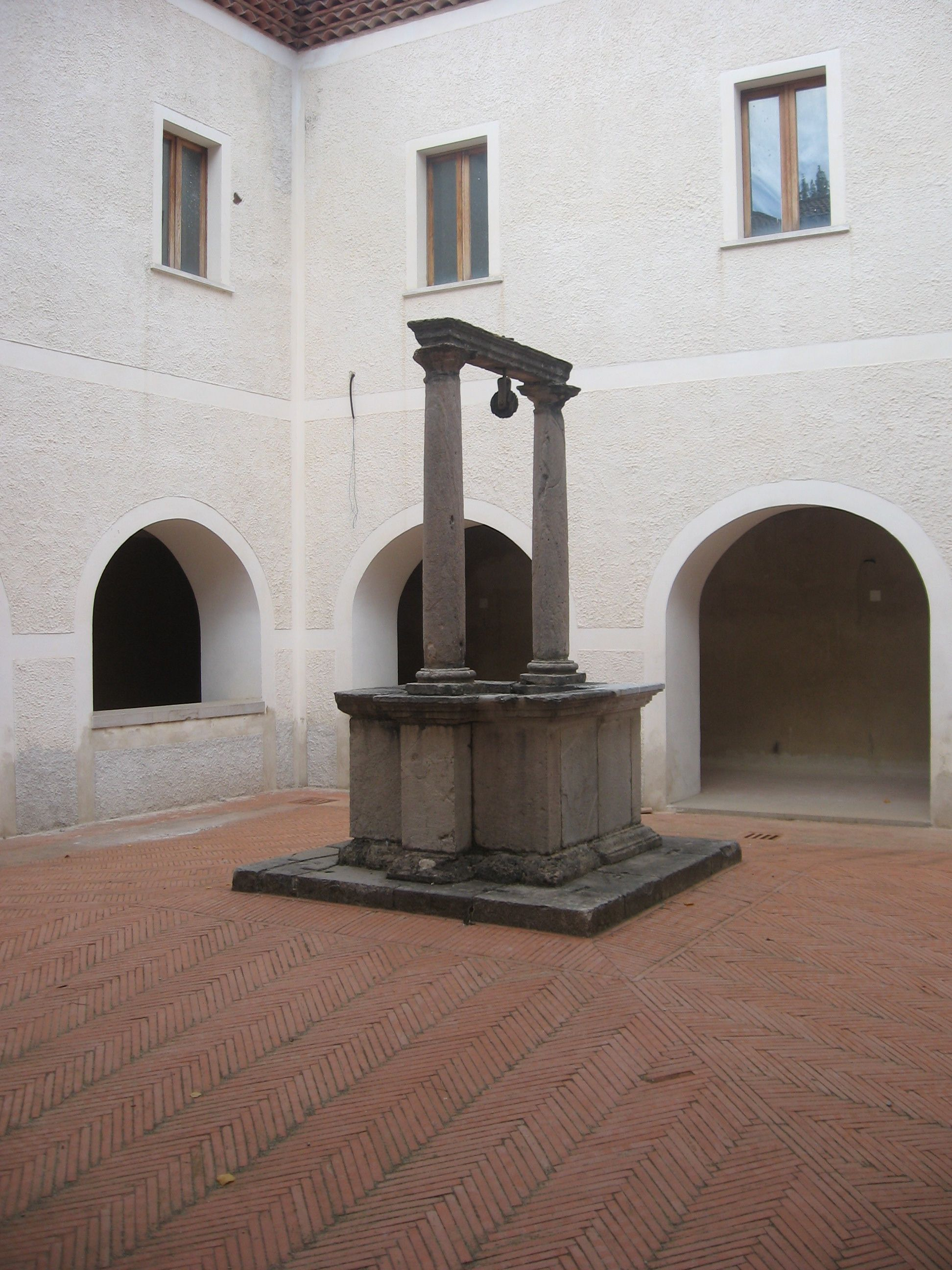
Particolare del chiostro con il pozzo

Oltre il portale sinistro della facciata si trova il chiostro, un'area quadrata circondata da un colonnato con archi a pieno centro. All'interno del chiostro si trova il pozzo, costruito in stile rinascimentale, unica costruzione originaria sopravvissuta nei secoli ai vari rifacimenti del monastero.

### La chiesa
La facciata, costruita in stile barocco, si sviluppa su di un piano avanzato rispetto al muro del monastero; essa è costruita in pietra liscia ed ai lati dei portoni d'accesso presenta due lati obliqui. Alcune nicchie probabilmente contenevano statue di santi, così come molte statue sono ancora visibili ad ornamento di tutta la facciata: teste di angeli, un busto di angioletto, statue di San Francesco, Sant'Antonio e Santa Maria degli Angeli.
L'interno è suddiviso in due navate, una centrale ed una laterale a destra. La navata centrale è quella principale: lunga 32 metri e larga 7, ha una copertura a botte; la navata laterale, più bassa, è lunga 19 metri e larga 5, è costruita su di un piano rialzato ed ha una copertura a crociera. Nella navata centrale, in cui abbondano decorazioni, statue e stucchi, si trova anche una pala del 1718 di Filippo Ceppaluni detto Il Muto, allievo di Bernardo De Dominici e di Luca Giordano: la pala rappresenta san Pietro d'Alcantara e san Pasquale Baylon e si ispira al San Carlo Borromeo e San Filippo Neri del Giordano, custodito a Napoli nella Chiesa dei Girolamini. Nella navata laterale, meno decorata della principale, si trovano un'altra pala (attribuita a Girolamo Cenatiempo e rappresentante una Madonna col Bambino e Santi) ed una monumentale Crocifissione.
Nel presbiterio troviamo la pala più importante della chiesa, raffigurante la porziuncola ed attribuita a Girolamo Bresciano (1628). L'abside presenta 4 finestre a ogiva ed è coperto da una volta a botte. Nell'abside si trova un coro in legno sovrastato da un organo anch'esso in legno.

## Galleria d'immagini

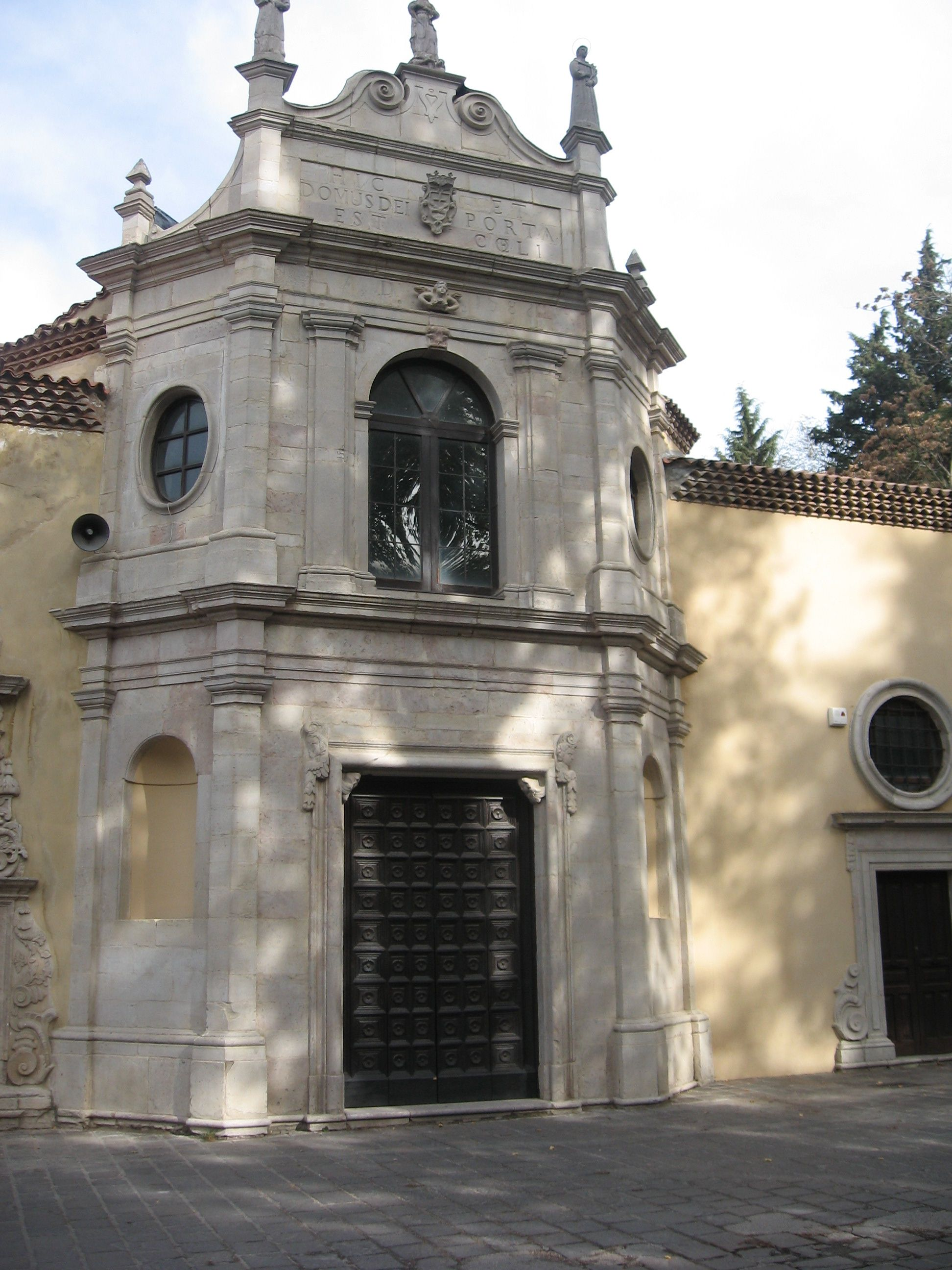
Facciata della chiesa
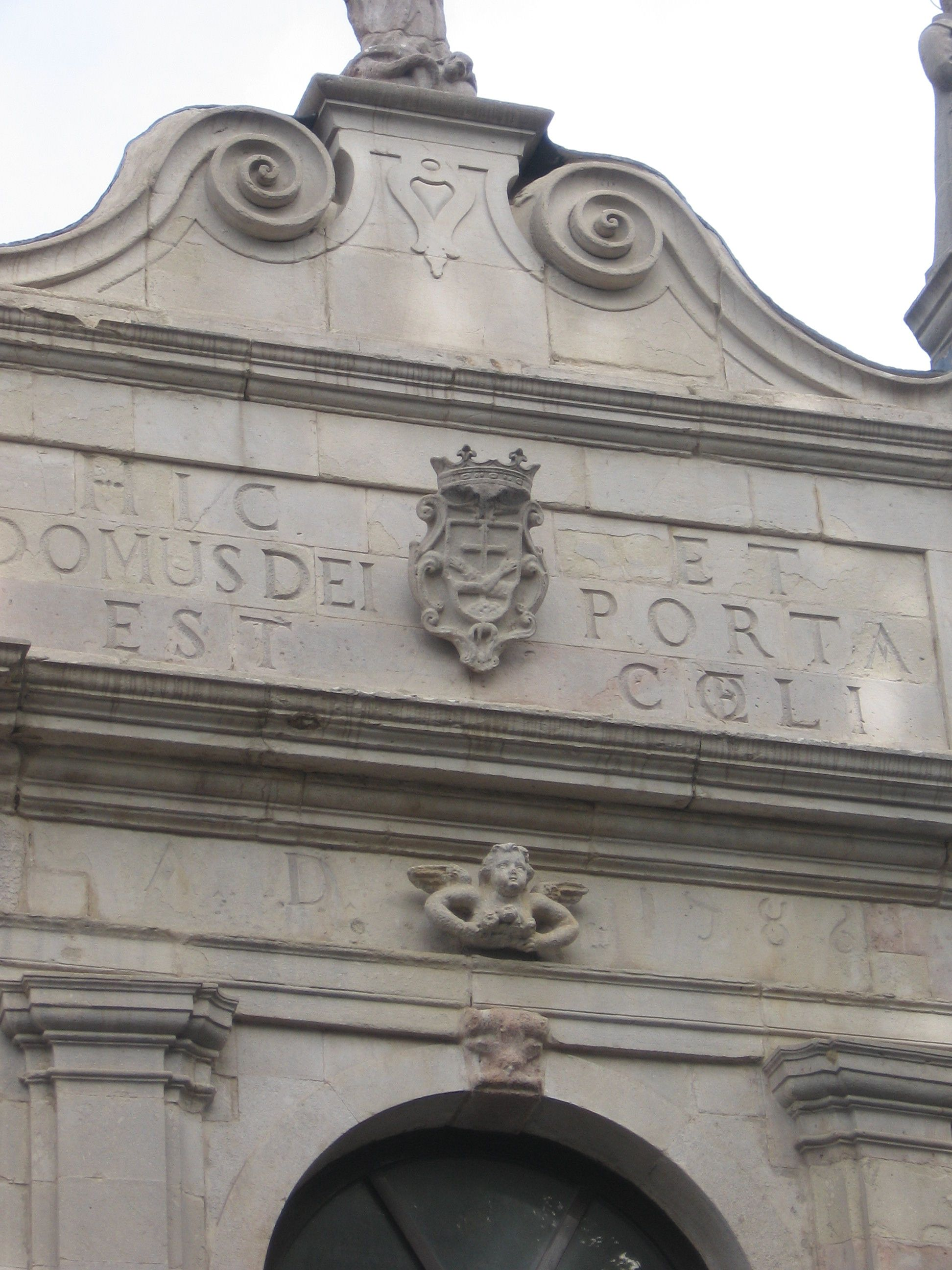
Particolare della facciata
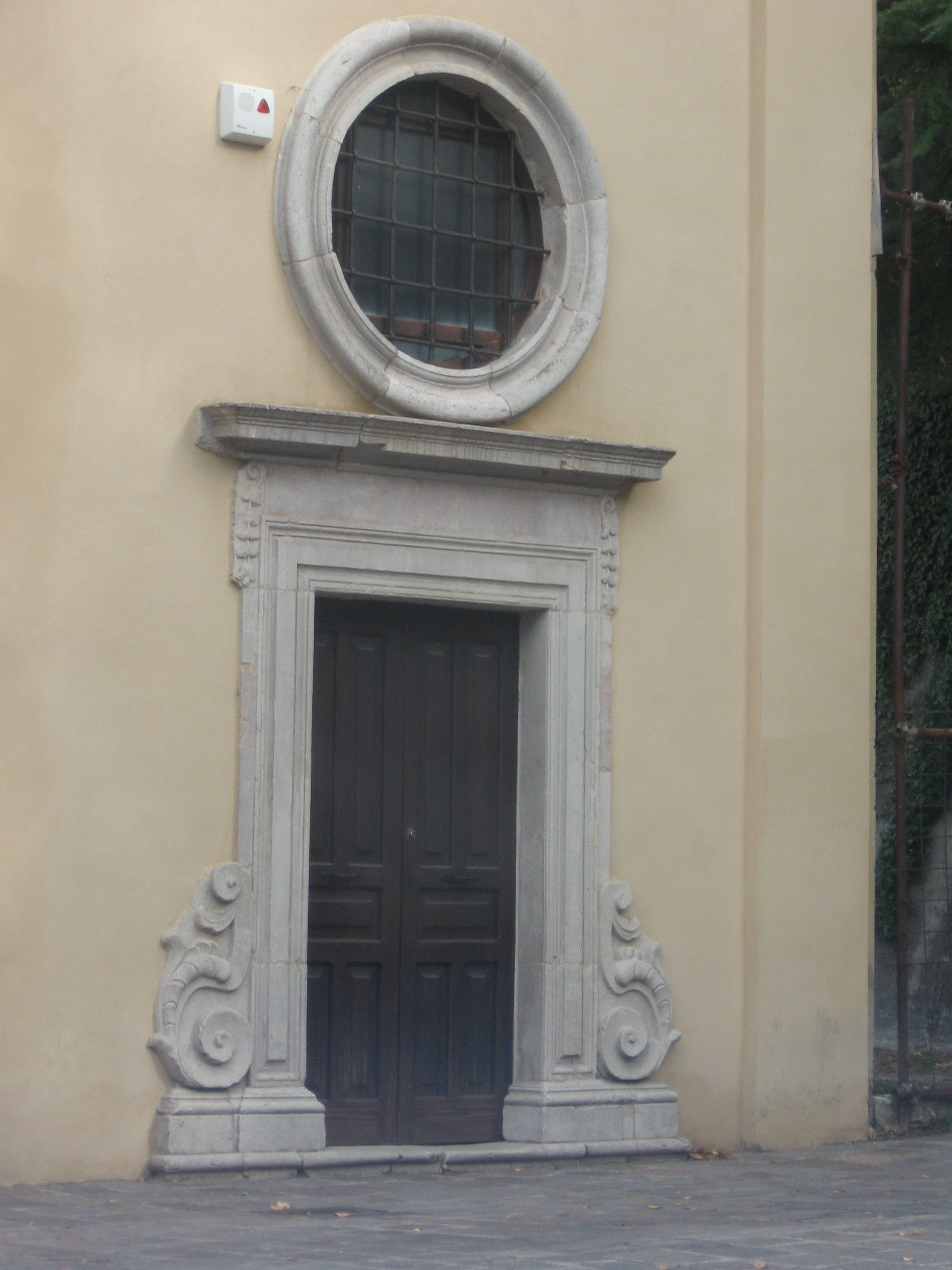
Entrata secondaria della chiesa
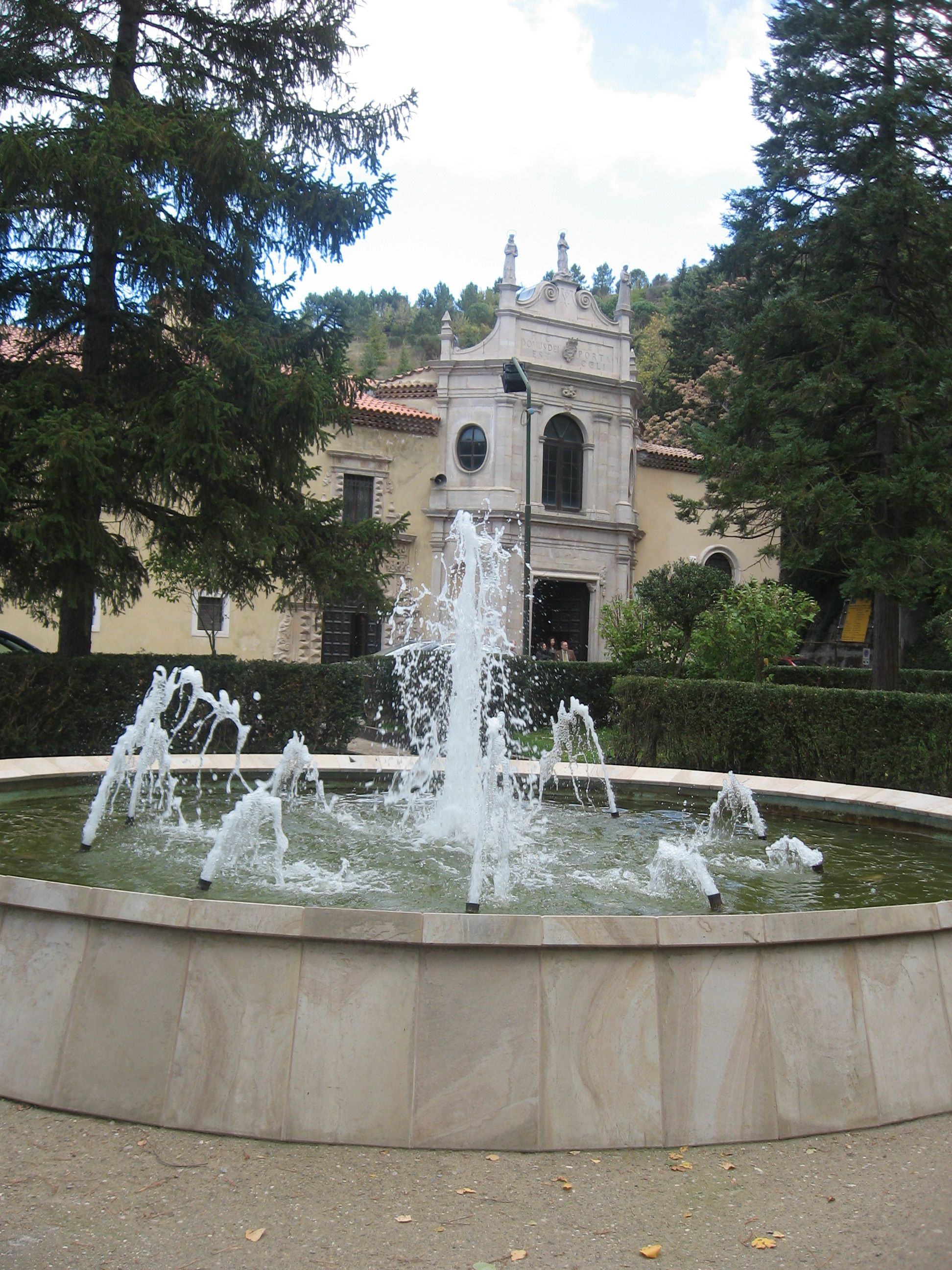
Fontana e facciata del monastero
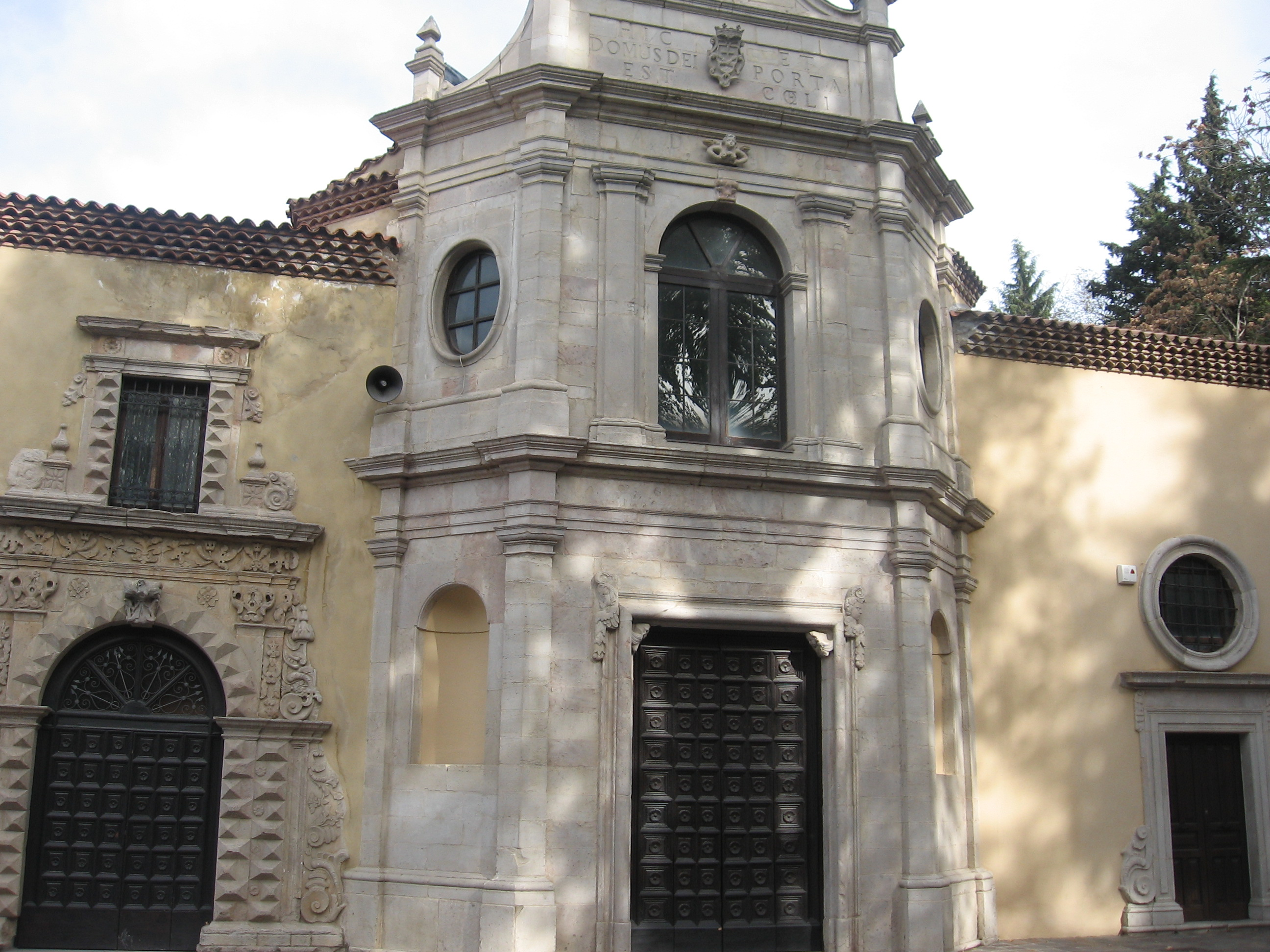
Chiesa di Santa Maria degli Angeli
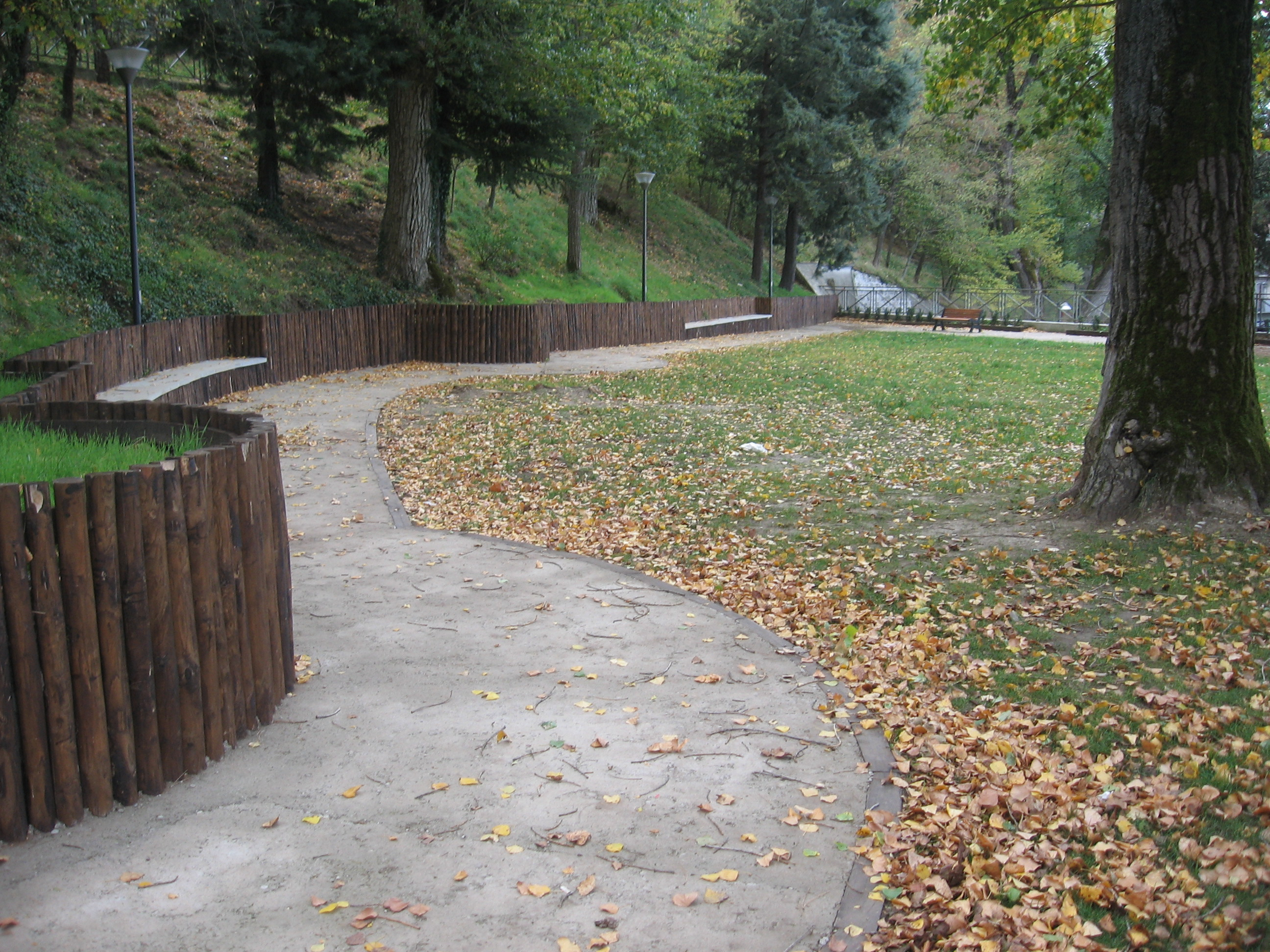
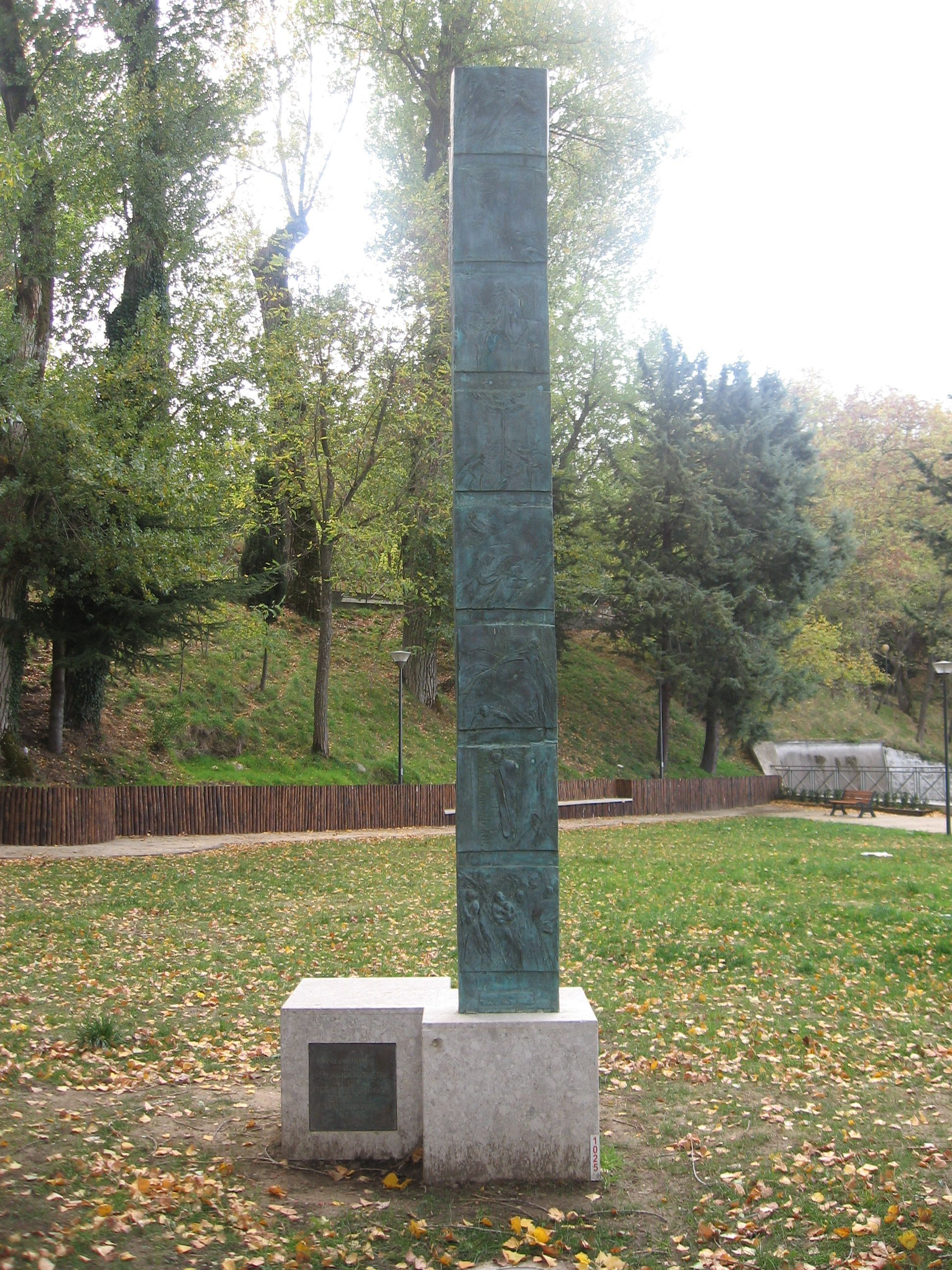
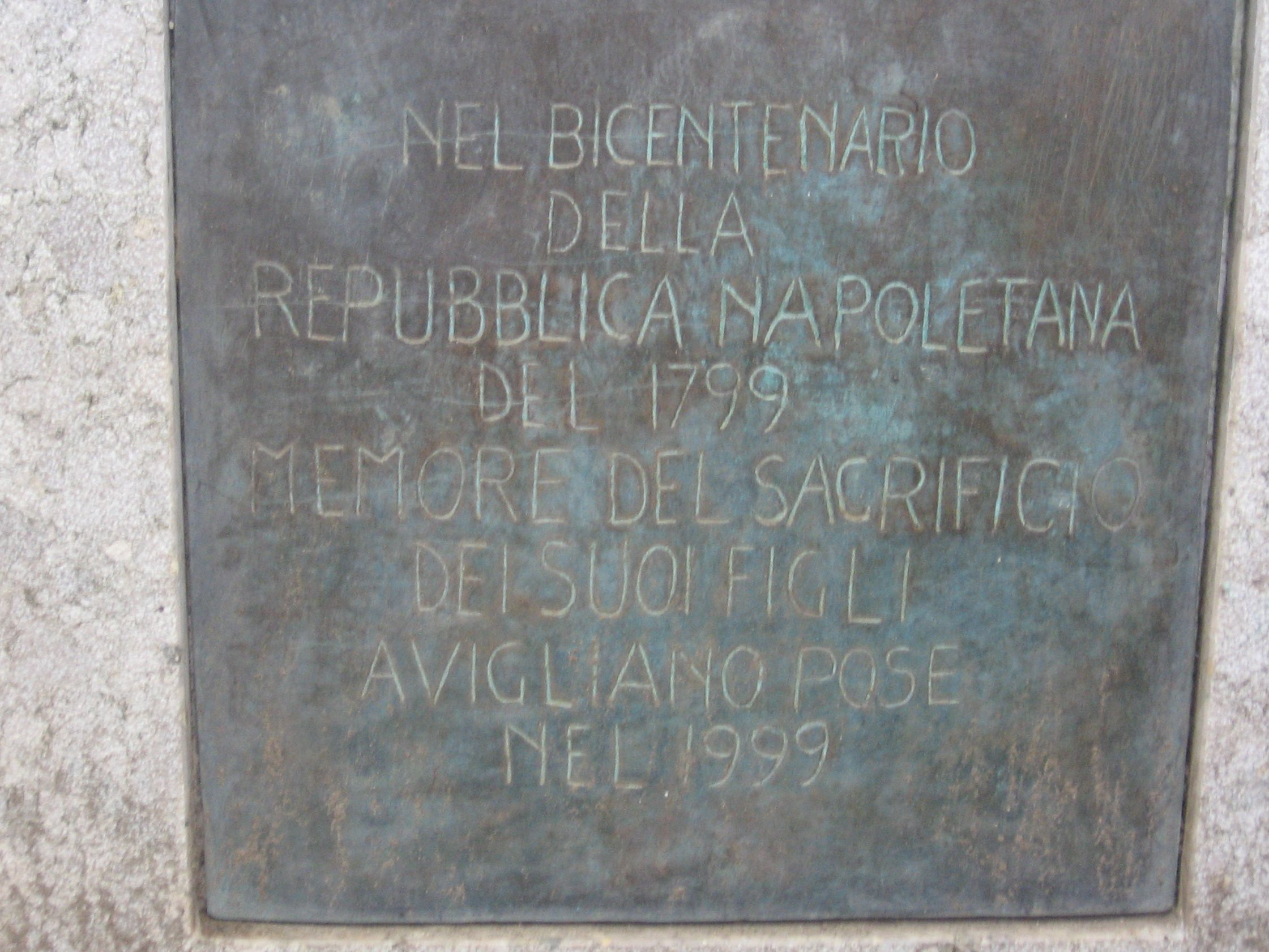
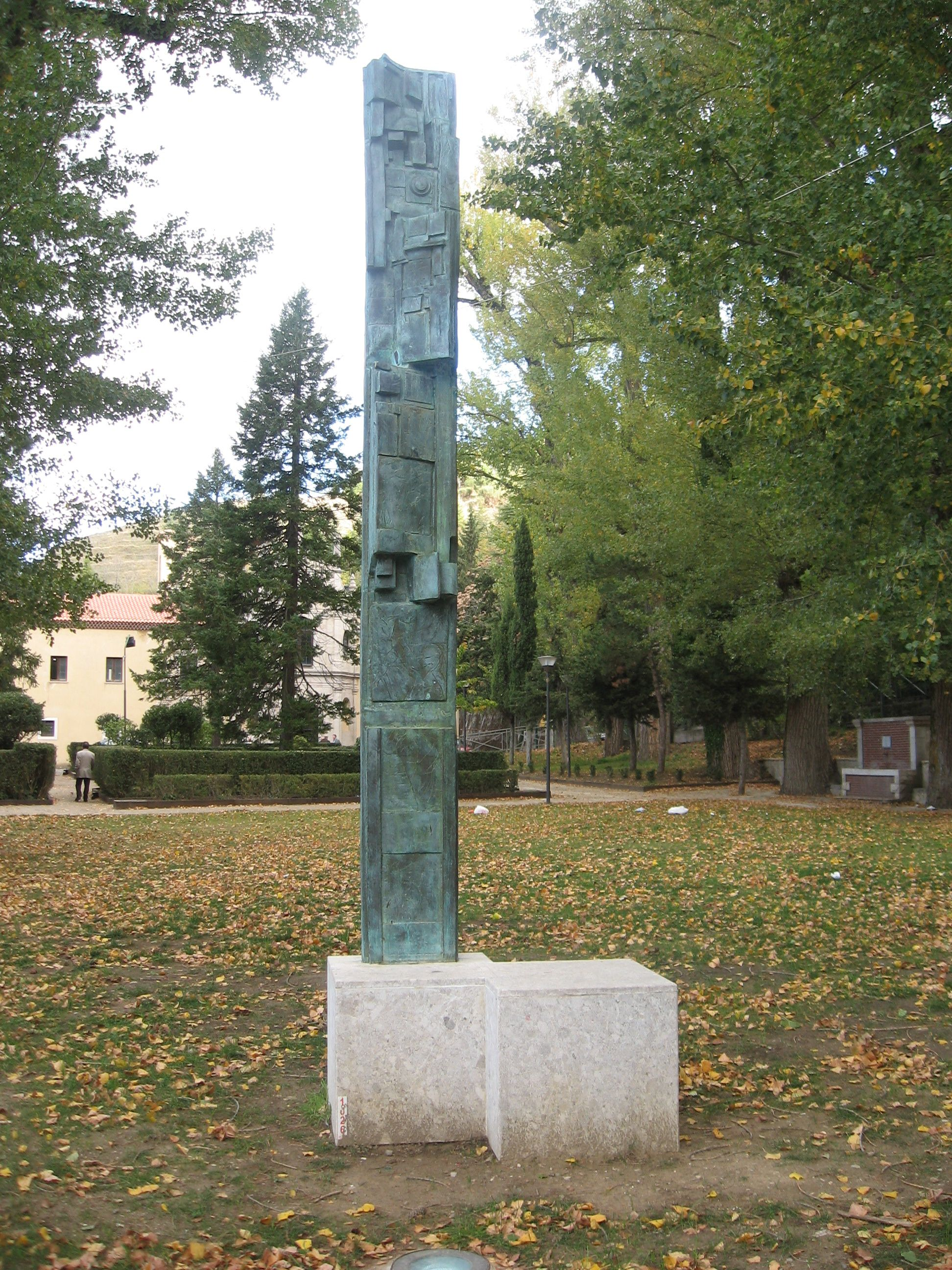
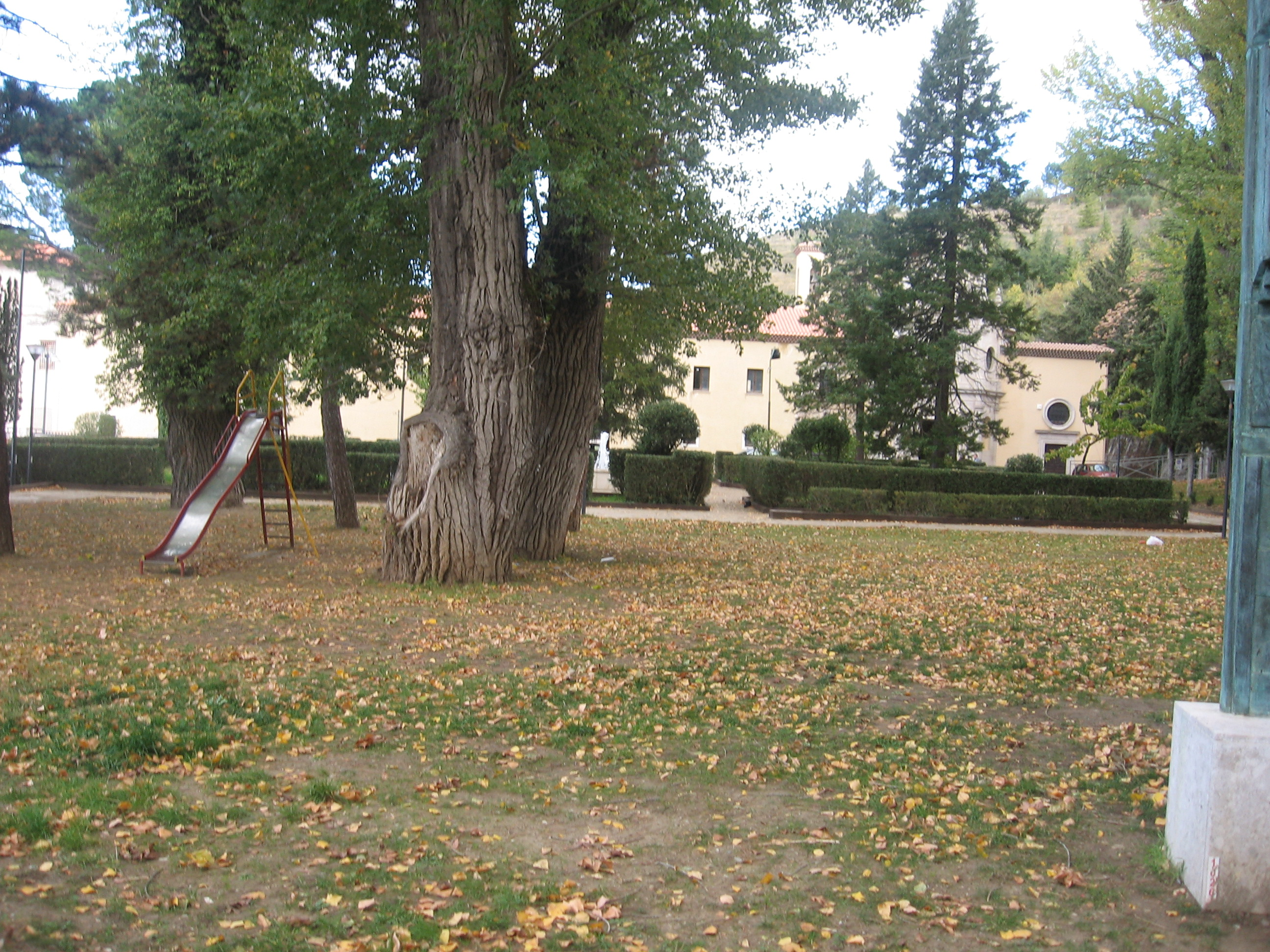
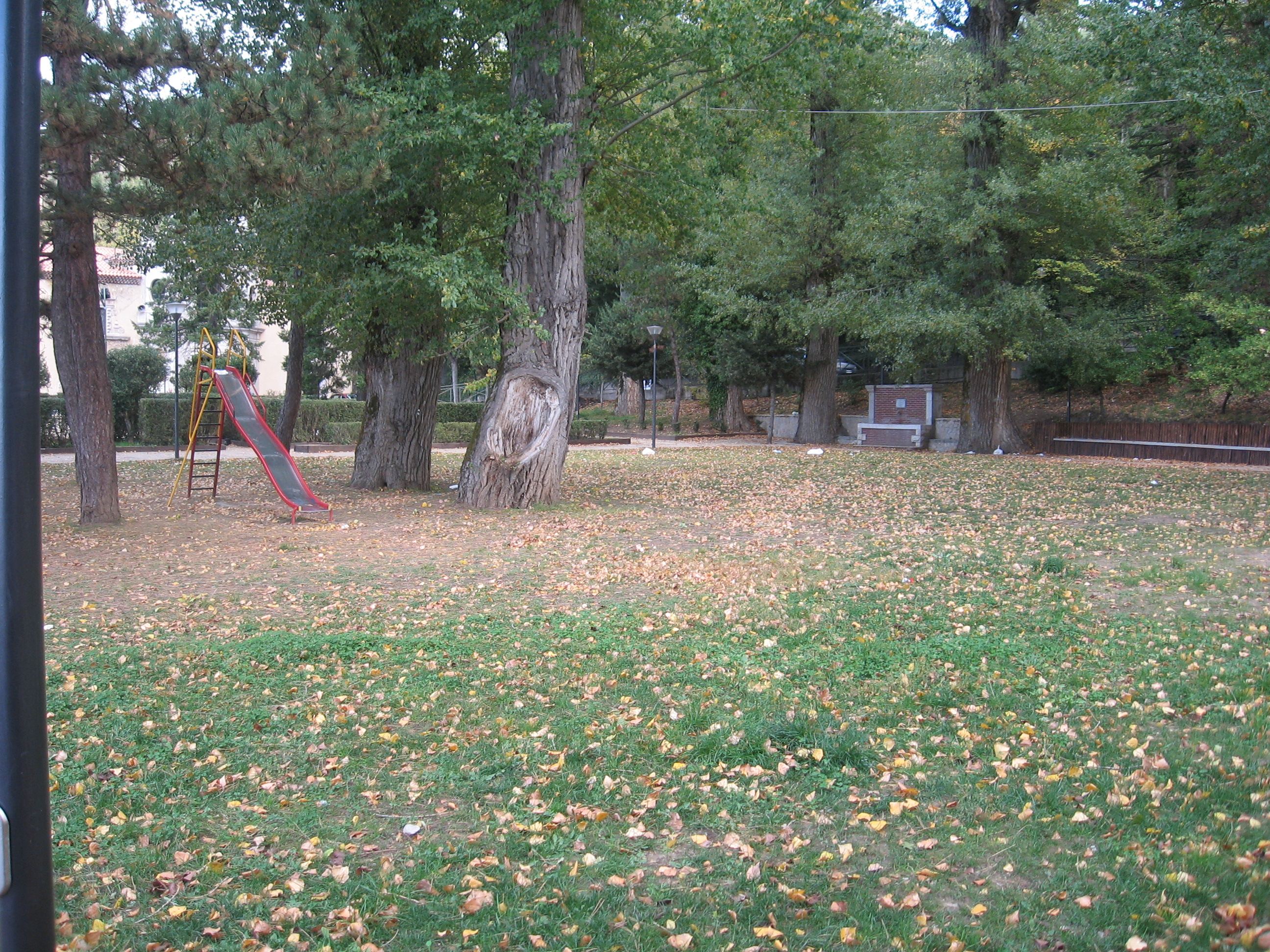
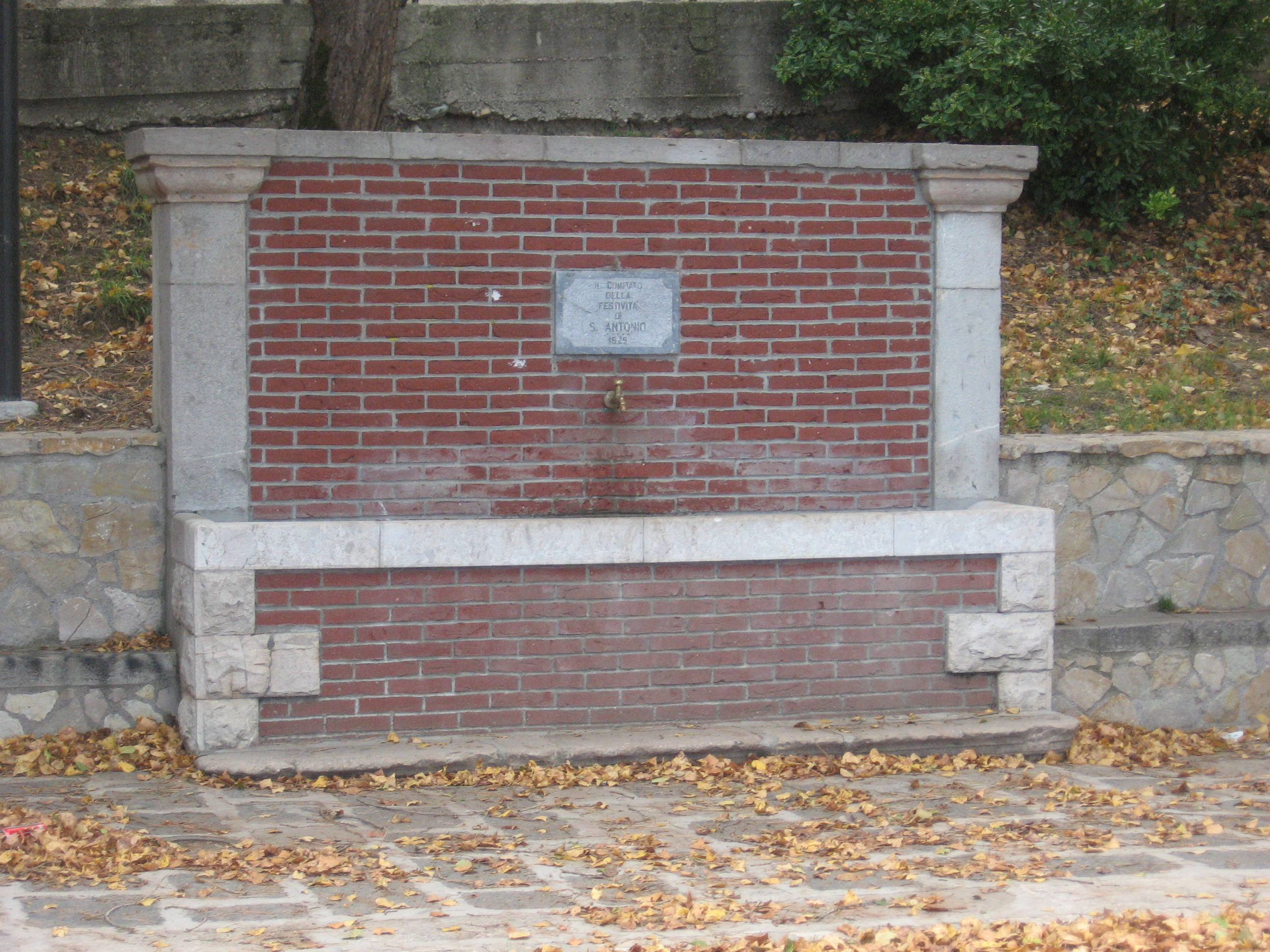
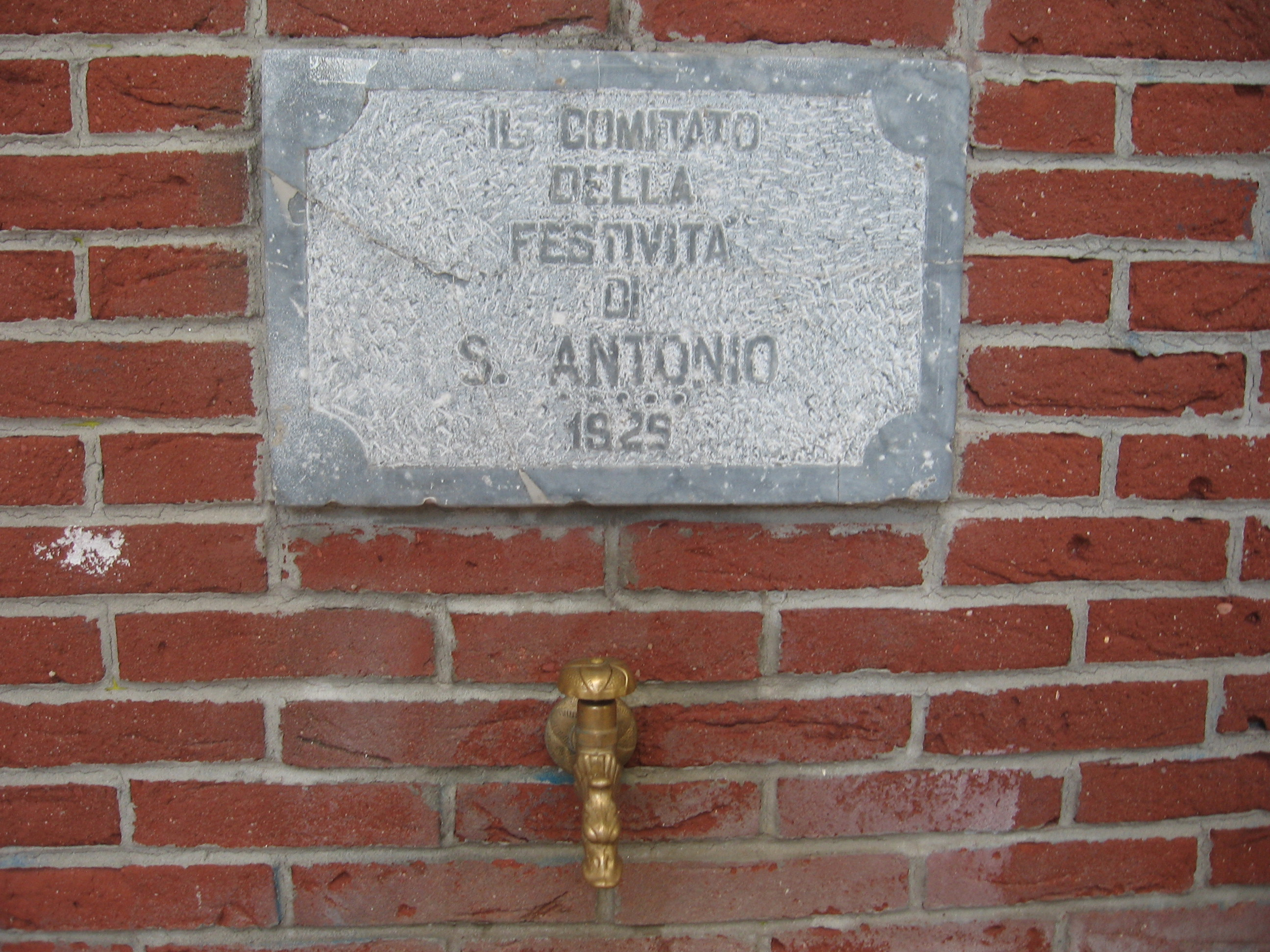
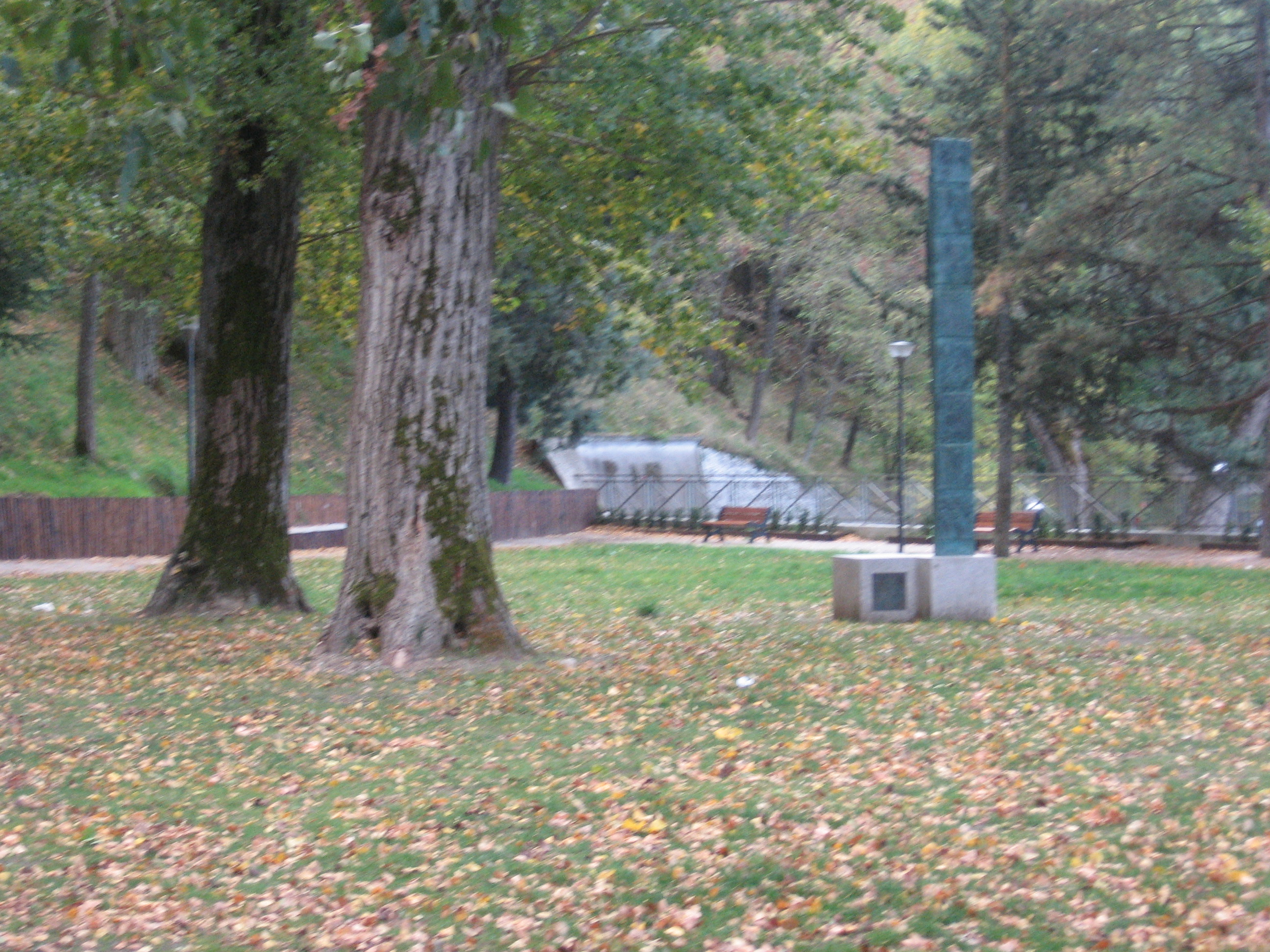
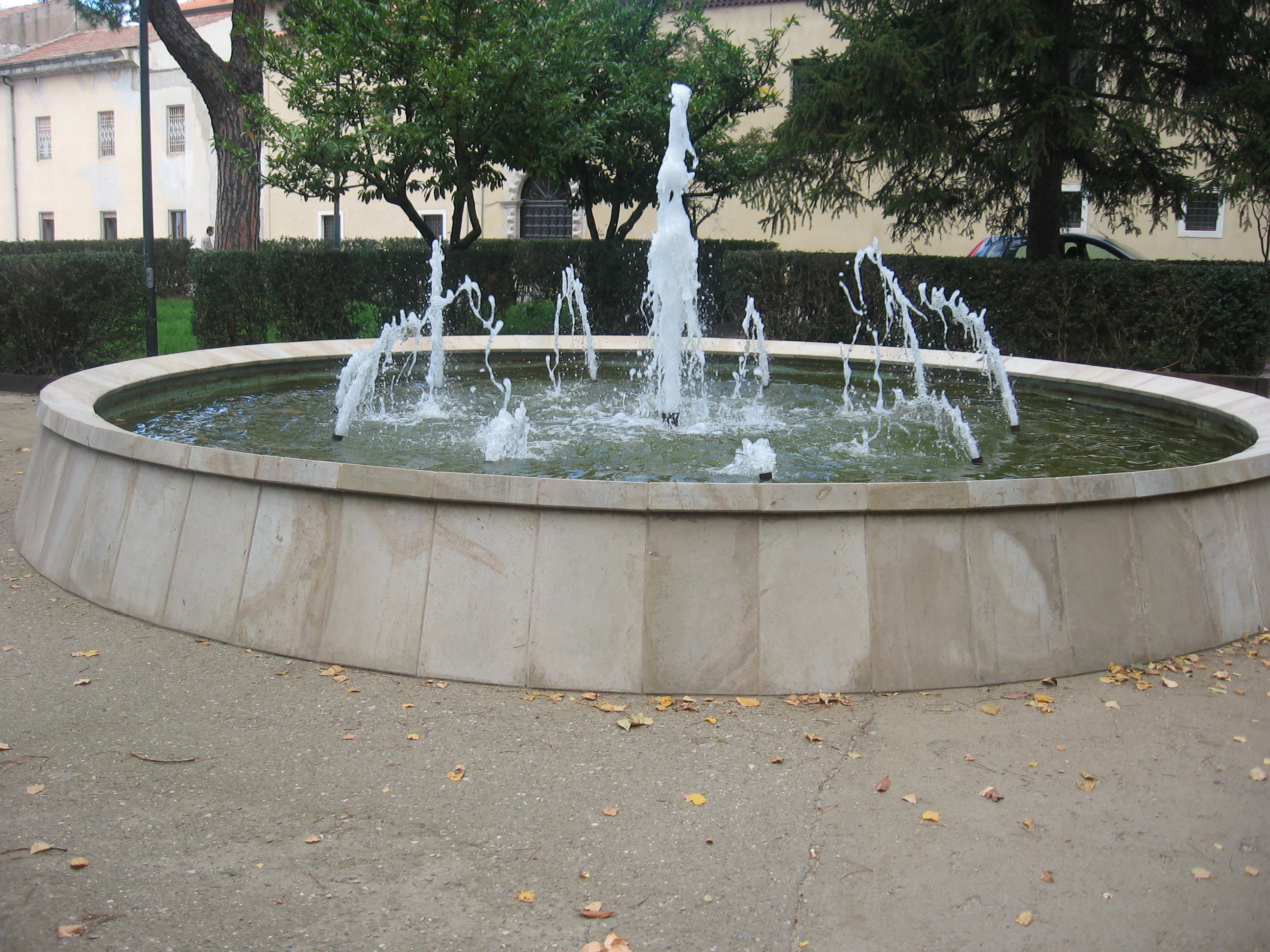
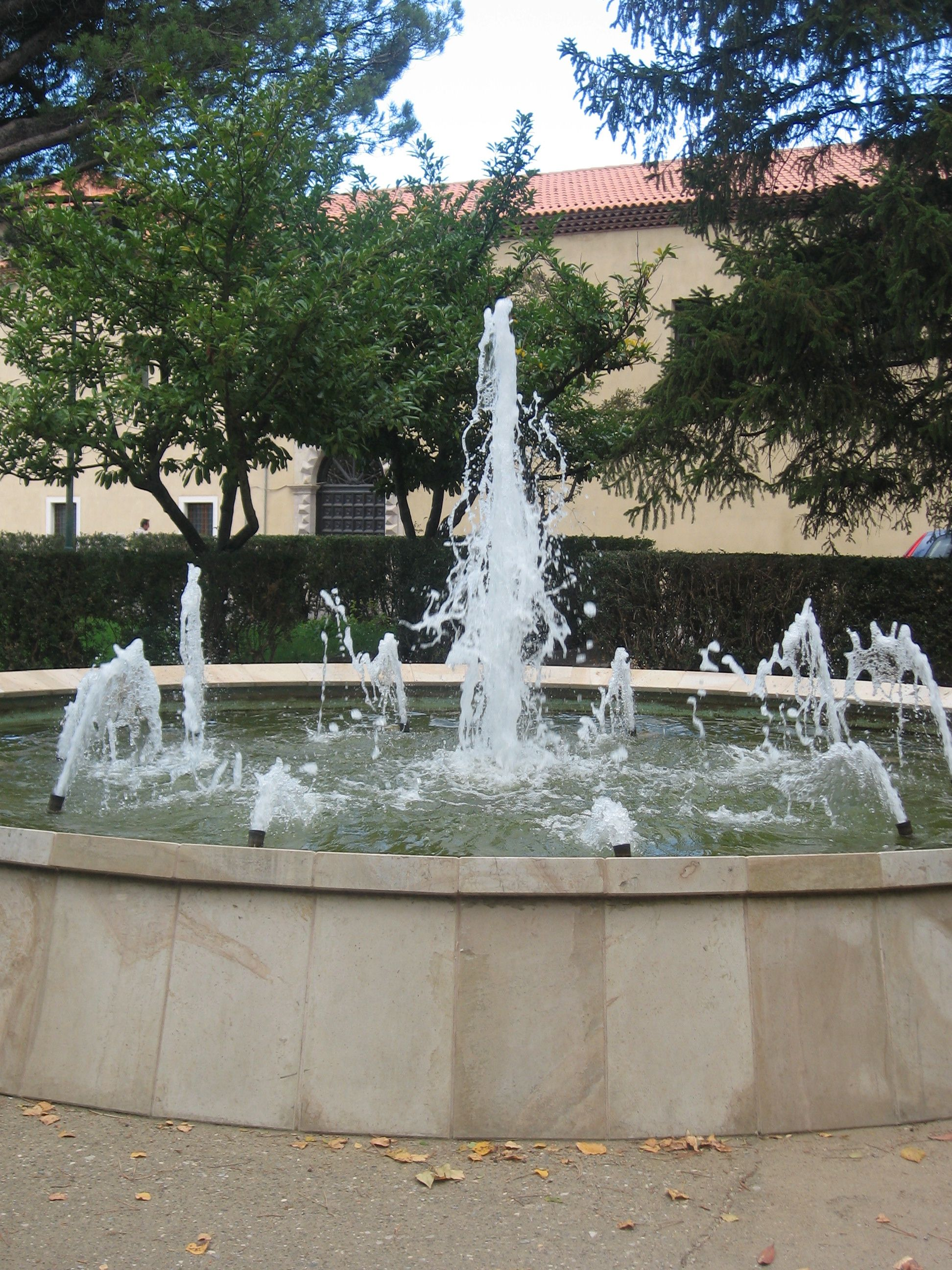